# Малый Зяглуд
Малый Зяглуд — деревня в Вавожском районе Удмуртии. Входит в состав Гурезь-Пудгинского сельского поселения.

## География
Деревня расположена на западе республики на расстоянии примерно в 12 километрах по прямой к северу-северо-востоку от районного центра Вавожа.
Часовой пояс
Деревня Малый Зяглуд как и вся Удмуртия, находится в часовой зоне МСК+1. Смещение применяемого времени относительно UTC составляет +4:00.

## Население
| 2010 | 2012 |
| ---- | ---- |
| 58   | ↗60  |

Национальный состав
Согласно результатам переписи 2002 года, в национальной структуре населения удмурты составляли 92 % из 65 чел..